# Helena Lloret
Helena Lloret Gómez (Barcelona, 25 de junio de 1992) es una waterpolista española que juega en el CN Mataró de la División de Honor femenina y en la selección española.

## Trayectoria
Formada en las categorías inferiores del CN Mataró, en el año 2009 ficha por el CN Sabadell equipo con el que ha logrado todos los grandes títulos. Con la selección española sub-20 consiguió la medalla de oro en el Campeonato Mundial Junior de 2011.
Consiguió la medalla de plata en el Mundial de Budapest 2017, oro en los Juegos Mediterráneos de Tarragona 2018 y bronce en el Europeo de Barcelona 2018.

## Palmarés
Selección española absoluta
- 6.ª clasificada en el Campeonato Europeo de Zagreb 2010
- 11.ª clasificada en el Campeonato Mundial de Shanghái 2011
- Medalla de plata en el Campeonato Mundial de Budapest 2017
- Medalla de oro en los Juegos Mediterráneos de Tarragona 2018
- Medalla de bronce en el Campeonato Europeo de Barcelona 2018

Selección española júnior
- Medalla de bronce en el Campeonato Europeo Juvenil de Chania 2007
- Medalla de oro en el Campeonato Mundial Júnior de Trieste 2011

Clubes:
Competiciones nacionales:
- División de Honor (3): 2011, 2012 y 2013.
- Copa de la Reina (3): 2011, 2012 y 2013.
- Supercopa de España (3): 2010, 2011 y 2012.

Competiciones internacionales:
- Copa de Europa (2): 2011,[5] y 2013,[6]